# Villa Tivoli Aachen

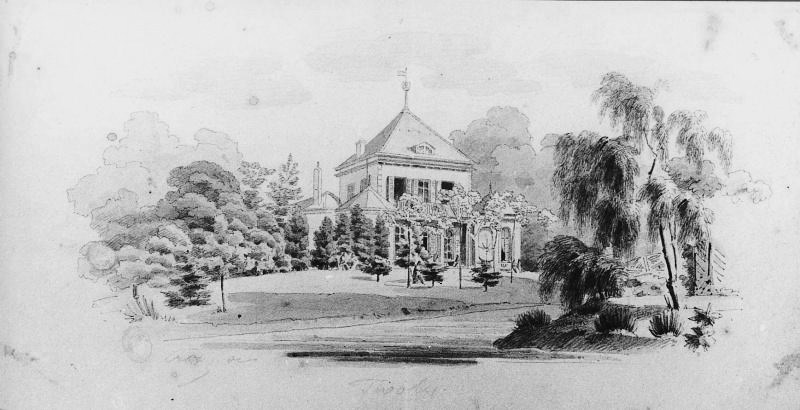
Villa Tivoli, Stich von Thomas Cranz

Die Villa Tivoli (auch Gut Tivoli) in der Soers in Aachen-Laurensberg war ein repräsentatives Wohnhaus, das heute nicht mehr existiert. Es lag am früheren Sandkaulsteinweg 205, der heutigen Krefelder Straße (B57). In Carl Borromäus Cünzers Novelle Folie des Dames von 1851 ist das Anwesen der Hauptschauplatz der Handlung.

## Baugeschichte

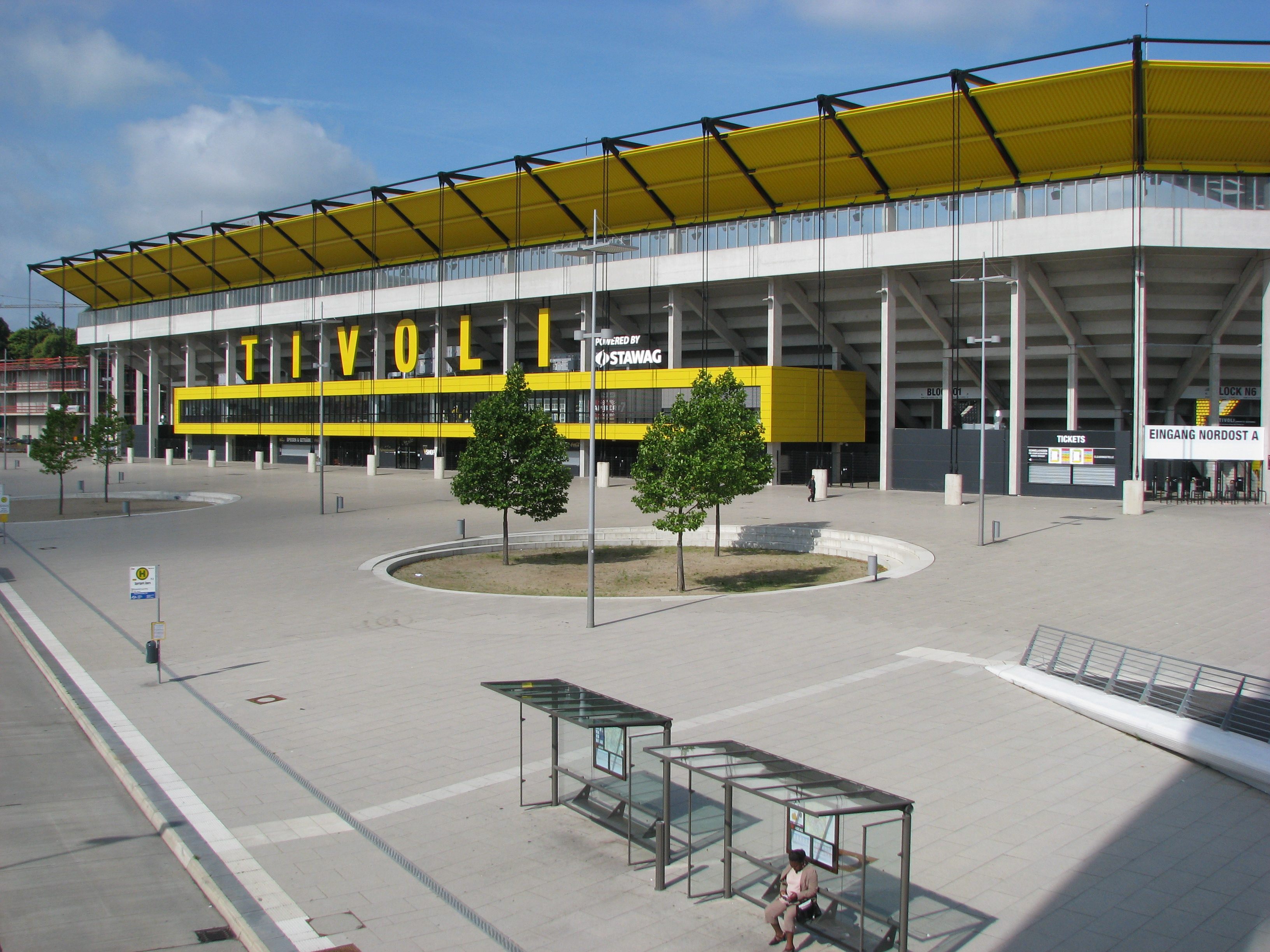
Der neue Tivoli an der Krefelder Straße 205 (2013)

Das Gut Tivoli wurde 1806 vermutlich von dem Aachener Baumeister Jakob Couven erbaut. Die Villa trug ihren Namen nach der Villa Adriana, der Sommerresidenz des römischen Kaisers Hadrian (76–138) in der Nähe der Stadt Tivoli.
Der ursprüngliche Besitzer des Guts ist unbekannt. Die Villa Tivoli erlebte viele Eigentümer-Wechsel und war immer wieder in Privatbesitz. Am 30. Dezember 1864 kaufte der Fotograf Jacob Wothly dieses Gut, bestehend aus 10 ½ Morgen (etwa 33.350 m²) inklusive Wohn- und Ökonomiegebiet. Das bisherige Gartenlokal gestaltete er für seine Zwecke um: Sein Ziel waren fotografische Analysen und der Aufbau eines Instituts zur Lehre der Fotografie. Wothly betrieb auf dem Anwesen eine Glasschleiferei für optische Linsen.
Von Hermann Wilhelm Vogel ist eine Beschreibung der Villa Tivoli zur Zeit von Jacob Wothly aus dem Jahr 1865 bekannt: „Die Villa liegt an der Landstraße, doch von dieser durch einen niedlichen Garten getrennt.“
In den 1920er Jahren gehörte die Villa dem Kinobesitzer Jean Godefroid, der sie 1933 als Insolvenzfolge verkaufen musste.
Ab März 1908 vermietete die Stadt Aachen der Alemannia Aachen eine Wiese des alten Landgutes Tivoli und baute den Sportplatz Tivoli unter großem Aufwand in Eigenarbeit aus. Dieses Gelände wurde von der Alemannia bis zum Neubau des Stadions Tivoli, das sich in unmittelbarer Nähe befand, bis 1928 und später durch den Postsportverein 1925 Aachen genutzt. In dieser Zeit gab es die Gaststätte Groß Tivoli auf dem Grundstück, die dem Postsportverein auch als Vereinsheim diente. Eigentümer des Geländes war damals u. a. die Deutsche Bundespost. Der Post-Telekom-Sportverein 1925 Aachen bekam 2007 ein Ersatzgrundstück am Eulersweg 15 in Aachen.
Seit August 2009 befindet sich der Sportpark Soers mit dem neuen Tivoli sowie der Hauptsitz von Trianel auf dem ehemaligen Grundstück der Villa Tivoli.